# Vejle Stadion
Das Vejle Stadion ist ein Fußballstadion in der dänischen Stadt Vejle in der gleichnamigen Kommune im Osten Jütlands. Der Fußballverein Vejle BK empfängt hier seine Gegner zu den Heimspielen.

## Geschichte

### Das alte Stadion
Im Jahr 1922 begann man mit dem Bau eines Stadions in Nørreskoven bei Vejle. Es bestand aus einem Erdwall rund um das Spielfeld. Dazu gab es ein Clubhaus. Die erste Tribüne erhielt das Stadion 1939, die Holzkonstruktion brannte aber 1954 ab und wurde durch eine kleinere Tribüne ersetzt. 1960 errichtete man eine Flutlichtanlage. Bei dem Superliga-Spiel Vejle BK gegen Brøndby IF 1995 brach ein Geländer im Block A; dabei wurden 28 Menschen verletzt. Am 4. November 2007 fand das letzte Spiel des Vejle BK im Stadion statt. Vor 6868 Zuschauern gewann Vejle gegen den BK Frem København mit 3:1. Die Frauenmannschaft und die weiteren Teams des Vejle BK nutzen weiterhin das alte Stadion.

### Das neue Stadion
Schon lange lagen Pläne vor für einen Um- oder Neubau des Vejle Stadions. Schlussendlich entschied man sich 2004 für einen Neubau direkt neben der alten Spielstätte. Der Bau begann im Herbst 2006. Am 9. März 2008 feierte man die Eröffnung mit dem Pokal-Viertelfinale Vejle BK gegen den FC Midtjylland (1:2). Der Bau besteht aus vier überdachten Zuschauerrängen mit insgesamt 11.060 Plätzen; davon sind 7559 Sitzplätze. Im Stadion sind zwei Video-Anzeigetafeln (27 bzw. 25 m² Fläche) installiert. Das Spielfeld verfügt über eine Rasenheizung und eine Bewässerungsanlage. Die Sportstätte erfüllt die Sicherheitsanforderungen der UEFA; nur ist dafür das Flutlicht mit 1000 Lux zu schwach dimensioniert. Im Stadion gibt es drei Sponsoren-Lounges und neun V.I.P.-Logen. In den Ecken der Nordtribüne liegen Bürogebäude, die zur Finanzierung der Anlage vermietet werden.

### Name
Die Vejle Kommune sicherte sich 2008 für 7,5 Mio. dänische Kronen den Namen für das Ny Vejle Stadion bis 2010. Im März 2010 gab man bekannt, dass die Jokri A/S für die nächsten fünf Jahre Namenssponsor wurde. Nun trug die Spielstätte des Vejle BK den Namen Jokri Park. Anfang Februar 2012 ließ Jokri A/S den Vertrag vorzeitig auflösen. Seitdem trägt die Spielstätte den Namen Vejle Stadion.

## Daten zum Stadion
Das Stadion bietet auf den vier Rängen insgesamt 11.060 Plätze.
- Arbejdernes Landsbank Tribunen (Nord): 1944 Sitzplätze
- Casino Munkebjerg Tribunen (Ost): 3328 Plätze (1178 Sitzplätze, 2150 Stehplätze)
- Nørreskoven Tribunen (Süd): 3497 Sitzplätze
- Forstas Tribunen (West): 2291 Plätze (Abschnitt J: 940 Sitzplätze – Abschnitt K, Gästebereich: 1351 Stehplätze)
- Presse-Tribüne: 34 Plätze
- Rollstuhlgerechte Plätze: 28 Plätze
- Arbejdernes Landsbank Lounge
- Wulff Group Lounge
- Dandy Business Park Lounge
- Neun Skyboxes
- Spielfeld: 105 × 68 m